# 美国新闻自由
美国政府认为，美国高度发达的传媒有赖于其自由的新闻环境，其中美国宪法第一修正案为新闻自由奠定了基础。

## 歷史
殖民地時期北美的第一張報紙被稱為「權威報紙」，意指該報紙由英國的殖民政府出版發行，是殖民政府的傳聲筒。第一張定期出版的報紙是《波士頓新聞信》，出版人是約翰·坎貝爾，從1704年起每周發行一次。殖民地時期的報紙發行機構不是郵局，就是政府，因此此時的新聞界很難挑戰政府的權威。
殖民地時期的第一張獨立的報紙是詹姆斯·富蘭克林在波士頓發行的《新英格蘭報》。該報誕生於1721年。幾年後，詹姆斯·富蘭克林的弟弟本傑明·富蘭克林買下了費城的《賓夕法尼亞公報》，這張報紙是殖民地時期報業的佼佼者。
在這一時期，創立報紙是無需經過當局許可的。報紙可以自由發表言論，但是卻有可能因宣揚不利於當局的言論而被政府以「誹謗罪」或「煽動罪」加以指控。「新聞自由」這一概念之所以能夠被明文寫入美國憲法，最早可以追溯至1735年發生在紐約聯邦政府訴約翰·彼得·曾格案。曾格的律師安德魯·漢密爾頓聲稱無論如何，傳播事實都不能構成誹謗。在他精彩的辯護下曾格被無罪開釋。儘管有曾格案作為先例，其時的聯邦政府仍然聲稱他們有權力將那些宣揚不合時宜觀點的報刊所有者關進監獄。
在美國獨立戰爭中，領導者們將新聞自由作為他們致力於爭取的權利之一。1776年的《弗吉尼亞權利法案》宣稱：「新聞自由是一切政治自由的基石，任何一個民主政權都絕不應妨礙這種自由。」與之類似，在1780年的《麻薩諸塞憲法》中規定：「新聞自由對於保障一個國家其他自由而言必不可少。在新的聯邦政府中，這一自由不容妨害。」以此為基礎，美國憲法第一修正案正式規定，國會永遠不許制定妨害新聞自由和言論自由的法律。新聞自由制度在美國正式確立。
湯瑪斯·傑佛遜在1787年表示：「民意是我們政府的基礎，所以首要目標是維護這一權利。如果由我來決定我們是要一個沒有報紙的政府還是沒有政府的報紙，我將毫不猶豫地選擇後者。」

## 立法保障
美国新闻自由的宪法基础──美国宪法第一修正案中有一段规定：“国会不得制定任何法律……剥夺言论或新闻出版自由。”
因为《独立宣言》(Declaration of Independence)的起草者托马斯·杰斐逊(Thomas Jefferson)于1786年指出：“我们的自由取决于新闻出版自由，限制这项自由即会失去这项自由。”美国宪法第一修正案于1791年被纳入美国宪法。宪法的前十条修正案被统称为“权利法案”(Bill of Rights)

## 司法保障
近十年来，由首席大法官威廉·伦奎斯特(William Rehnquist)主持的美国最高法院(U.S. Supreme Court)以美国宪法第一修正案为依据，废除了13条联邦法、8条州法及4条地方法。 
最高法院的裁决体现了美国体制中的一项重要原则，即保障新闻自由的宪法高于联邦、州或地方的单项法律。最高法院做出的加强新闻出版自由的最重要的裁决包括： 
1. 1931年尼爾訴明尼蘇達州案(Near v. Minnesota)。最高法院除了保护新闻出版不受联邦法律的干涉，还进而保护其不受州法律的干涉。在此之前，新闻出版只受到不被联邦政府控制的保护。这项具有里程碑意义的裁决还废除了此前施加的大多数限制。
2. 1936年格罗让诉美国出版公司案(Gorsjean v. American Press Co.)。最高法院裁定政府不得根据报纸的发行量徵税。世界各地有很多政府仍在利用歧视性税收手段不公正地压制媒体并增加媒体的负担。
3. 1964年《纽约时报》诉沙利文案(New York Times v. Sullivan)。最高法院裁定，公职官员不能针对发表与公务行为有关的诽谤性不实言词要求得到损害赔偿，除非他能证明有关言词出于"实际恶意"。这项规则的适用范围后来被扩大到所有公众人物。
4. 1971年《纽约时报》诉合众国案(New York Times v. United States)。最高法院裁定，新闻出版不受"先前的限制"是近乎绝对的。《纽约时报》获准刊登同越战有关的"五角大楼文件"(The Pentagon Papers)，尽管政府认为这将损害国家安全。最高法院裁定，政府未能证明公布这些文件会"给国家利益造成直接的、即时的、不可弥补的损害"。
5. 1974年《迈阿密先驱报》诉托内罗案(Miami Herald v. Tornillo)。最高法院裁定，竞选公职的候选人没有权利以对等的篇幅回应报纸对他的攻击。不过，最高法院尚未向广播传媒提供类似的保护。广播公司必须在特定情况下提供应答的权利。
6. 1988年好色客雜誌訴法威爾案(Hustler Magazine v. Falwell)。最高法院裁定，媒体有权模仿嘲弄公众人物，即使这种嘲弄“极端无礼”，甚至造成精神痛苦。
7. 2001年巴特尼基诉沃珀案(Bartnicki v. Vopper)。最高法院裁定，在涉及公众关注的问题时，第一修正案保护新闻媒体，即便媒体播放的手机交谈录音是他人非法截获的。

## 司法实践中判定言论是否合法的几项原则
1. 危险倾向原则
2. 明显而即刻危险（英语：Clear and present danger）
3. 平衡原则
4. 绝对原则和行动原则

## 其它因素
美国像其他众多民主社会一样，建立了一个独立于政府之外的生机勃勃的公民社会。各类非政府组织纷纷出现，保护并促进自由的媒体。政府在一定程度上迫于他们的压力，越来越注重满足新闻工作者的需求。例如，联邦政府及许多州政府在上个世纪通过了信息自由和公开会议法，为媒体提供了获取信息的法定权利。 
影响新闻业的一个关键因素是技术的飞速发展，最近几十年尤为明显。例如，围绕互联网以及该媒体受到保护的新闻功能包括和不包括哪些内容展开了大量讨论。时代华纳(Time-Warner)的媒体律师马德琳·沙克特(Madeleine Schachter)强调了这一点。沙克特撰写了《互联网言论法》(The Law of Internet Speech)一书，她说：“法院将不得不应对互联网及新技术的问题，他们的决定在很大程度上将取决于所涉及的功能的性质。”她还说，法院的裁决必须“足以适应新技术的发展”。 
另一项影响媒体的技术进步是有线电视及卫星电视的发展。目前，美国的大多数电视市场都有数百个电视网及电视台。因此，广播电视与印刷媒体之间的传统区分方法──最初主要源于电视台为数有限──越来越不符合新环境。1987年，公平原则(Fairness Doctrine，该原则规定了适用于广播媒体但不适用于印刷媒体的报导要求)被废除，意味着媒体的现状得到承认。制约媒体功能的法律及规章框架将随着技术及其他因素的新变化而有可能进一步演变，塑造这个新世纪中的媒体。在新闻自由原则的捍卫者看来，这一原则将不会改变。包括美国政府在内的大部分人相信，新闻自由仍将是美国自由的基石。

## 爭議
1971年《纽约时报》揭發與刊載美國國防部如何捲入越戰始末的最機密文件。時報為此與美國政府之間展開權利衝突的訴訟。這個關係國家最高機密之不容泄漏，以及新聞自由不容政府干預與限制的抗爭，最後經由美國最高法院做出終審決斷，支援時報繼續刊完這份“最高機密文件”。
2005年《新闻周刊》报道美军褻渎古兰经事件，后迫于美国政府压力，收回相关报道。事后美军调查报告显示《新闻周刊》报道属实。
2005年由于拒绝向法庭透露泄露瓦萊麗·普萊姆是中央情報局的秘密特工的消息源身份，《纽约时报》记者朱迪思·米勒2005年7月6日被判入獄18個月，她的入獄引起了廣泛爭論。有觀點認為應加強聯邦立法保護記者獨立採訪權，也有觀點認為記者的採訪自由不應凌駕於法律之上。